# Monoclona trifasciata
Monoclona trifasciata är en tvåvingeart som beskrevs av Edwards 1940. Monoclona trifasciata ingår i släktet Monoclona och familjen svampmyggor. Inga underarter finns listade i Catalogue of Life.